# Leposoma baturitensis
Leposoma baturitensis là một loài thằn lằn trong họ Gymnophthalmidae. Loài này được Rodrigues & Borges miêu tả khoa học đầu tiên năm 1997.